# Aqua Dome Kumamoto
Aqua Dome Kumamoto er en indendørs multiarena i Minami-ku, Japan, med plads til 6.400 tilskuere til håndboldkampe.
Arenaen vil blive benyttet under VM i håndbold 2019 for kvinder.